# Аббубакер Мобара
Аббубакер Мобара (англ. Abbubaker Mobara, нар. 18 лютого 1994, Кейптаун) — південноафриканський футболіст, захисник клубу «Орландо Пайретс».
Виступав, зокрема, за клуб «Аякс» (Кейптаун).

## Клубна кар'єра
У дорослому футболі дебютував 2012 року виступами за команду клубу «Аякс» (Кейптаун), в якій провів чотири сезони, взявши участь у 72 матчах чемпіонату. 
До складу клубу «Орландо Пайретс» приєднався 2016 року. 

## Виступи за збірні
2016 року залучався до олімпійської збірної ПАР. У складі збірної — учасник футбольного турніру на Олімпійських іграх 2016 року у Ріо-де-Жанейро.
2016 року дебютував в офіційних матчах у складі національної збірної ПАР. Наразі провів у формі головної команди країни 7 матчів.

## Титули і досягнення
«Аякс» (Кейптаун)
- Кубок восьми (1): 2015